# ランディヴィジオ
ランディヴィジオ （Landivisiau、ブルトン語:Landivizio）は、フランス、ブルターニュ地域圏、フィニステール県のコミューン。毎年競り市が開催される、ブルトンウマの歴史的な中心地である。

## 地理
県北部、RN12号線沿いにある。ブレストより25km、サン＝ブリユーより100km離れている。

## 歴史
Landivisisiauは、ブルトン語で『庵』を意味するlann、そしてGwisiauという姓の原点である聖ティヴィジオ（fr:Saint Thivisiau）からなる。名前は、中世からフランス革命から存在していた修道会の定住地を原点とする。プルグルヴェスト教区の管内にある単なる小教区であった。1292年には名前がLandeviziau、1309年にはLandivisiauと記されていた。
麻織物製造の一大中心地にあったため、16世紀から17世紀までのランディヴィジオは非常に繁栄した。19世紀の重要な産業は製革業であった。
1944年7月24日、連合国側の飛行機が爆撃や機銃掃射をランディヴィジオ駅に対して行った。近接する建物数カ所が損傷を受けた。ギミリオーの鉄道高架橋も同じ日に攻撃された。翌日の7月25日、駅は再び機銃掃射され、貨物用機関車が使用不能になった。
1963年よりランディヴィジオ海軍航空基地の建設が始まり、1965年より運用が開始された。

## 経済
2011年12月、コミューンはコンバインドサイクル発電所計画を臨時議会で提出した。計画の一部は電力会社Direct Énergieと、ブルターニュ地域圏の支持を受けて中央政府が支援しており、このことが多くの住民の反応を引き起こした。GASPAREやいくつかの住民団体が計画への非難を表明した。

## ブルトン語
2007年の新学期、コミューンの児童のうち8.8%が二言語教育を行う小学校に在籍していた。2012年9月、ディワン学校（en、イマージョン・プログラムでブルトン語とフランス語による授業を行う）が開校した。

## 人口統計
| 1962年 | 1968年 | 1975年 | 1982年 | 1990年 | 1999年 | 2006年 | 2010年 |
| ------ | ------ | ------ | ------ | ------ | ------ | ------ | ------ |
| 5583   | 6174   | 7605   | 7964   | 8254   | 8751   | 8731   | 9167   |

ランディヴィジオの人口増減グラフ

参照元:1999年までEHESS、2000年以降INSEE

## 史跡
- 聖ティヴィジオの泉 - 泉の周りをパネルが囲んでいる
- サン・ティヴィジオ教区教会

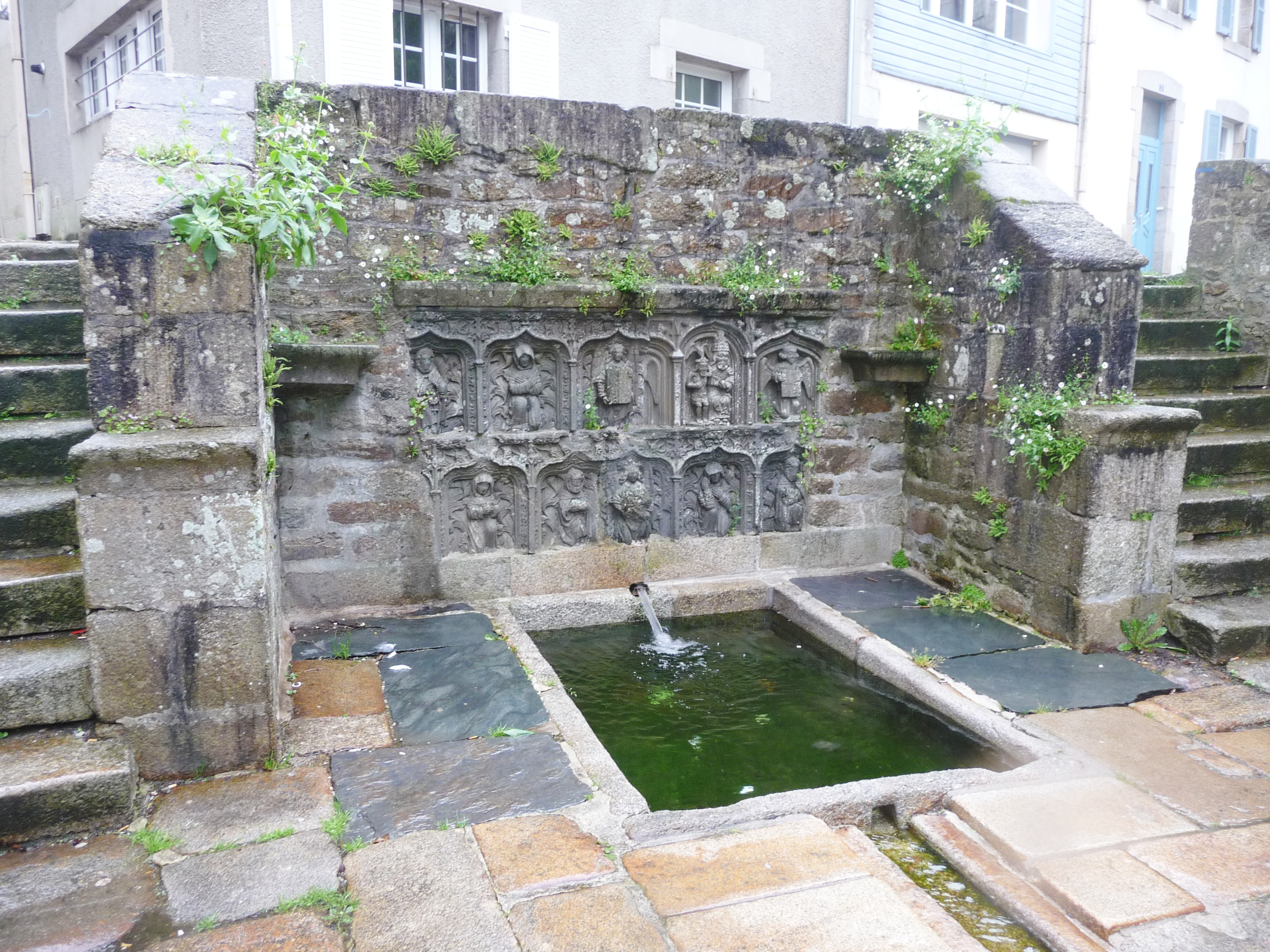
泉
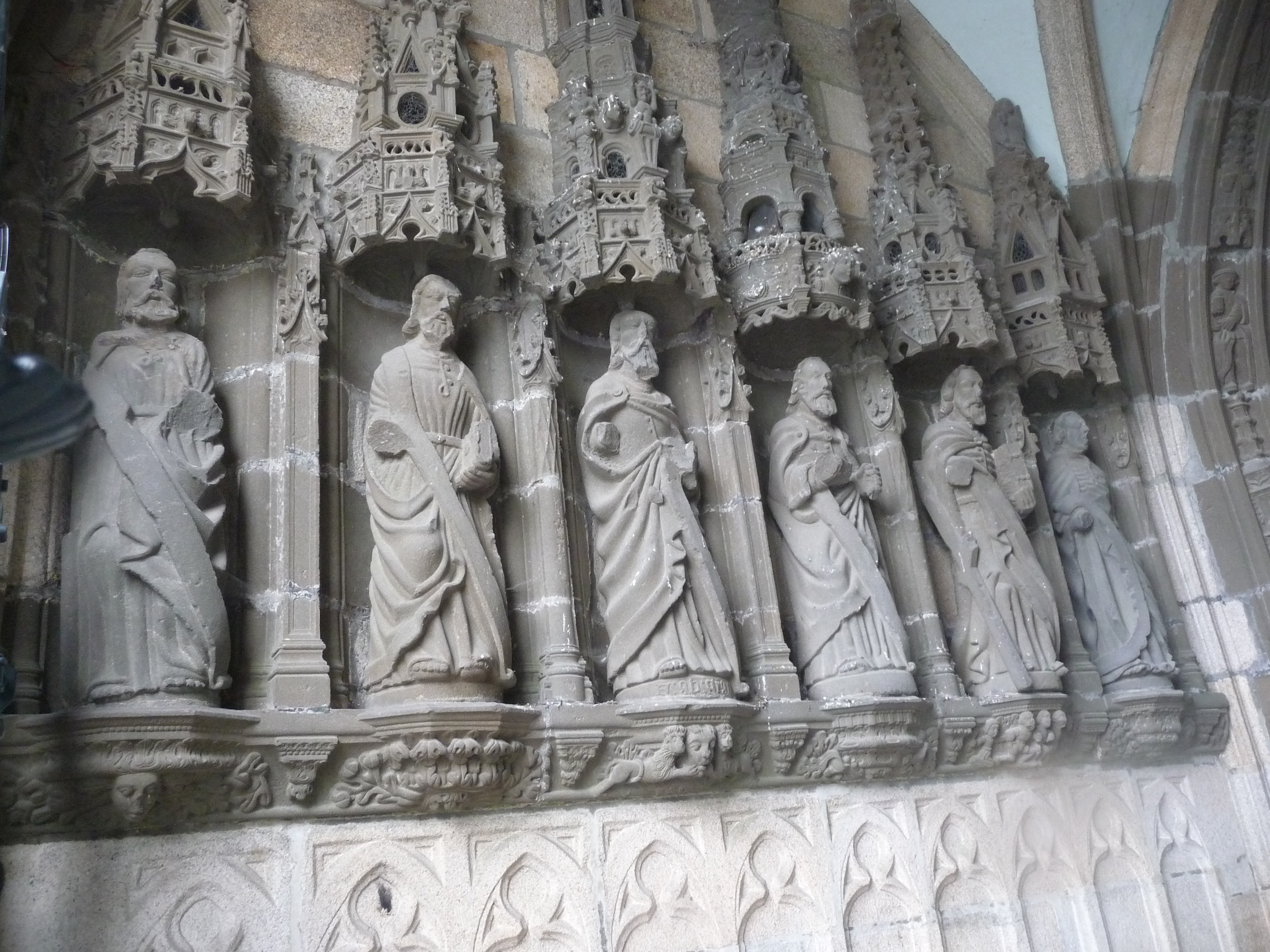
教会入口に並ぶ使徒の像

## 姉妹都市
- バイドフォード、イギリス
- バート・ソーデン＝アレンドルフ、ドイツ